# Kővárvidék

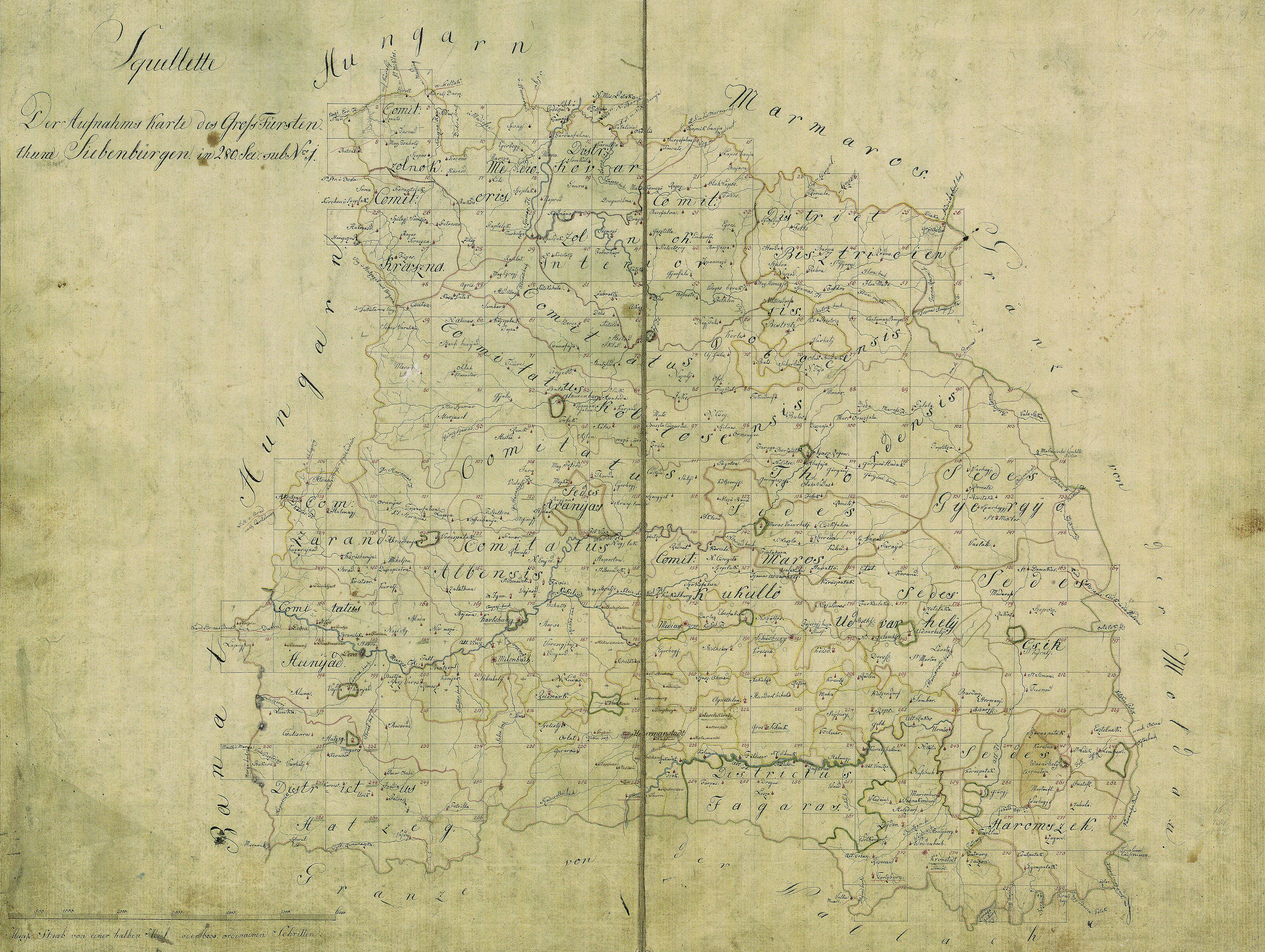
Ábrázolás az első katonai felmérésen

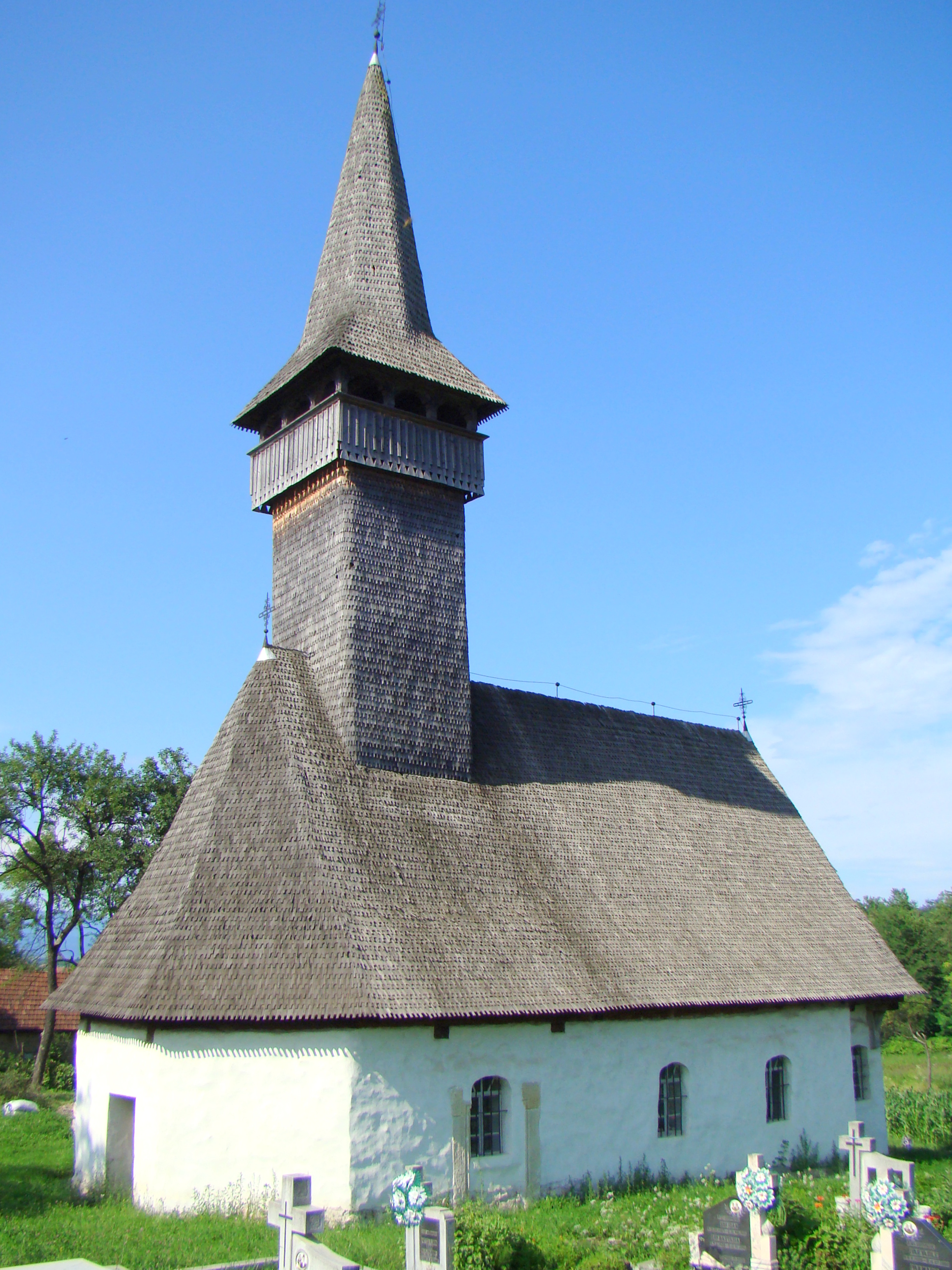
A kovási fatemplom

A Petőfi házaspár szobra a koltói Teleki-kastély kertjében

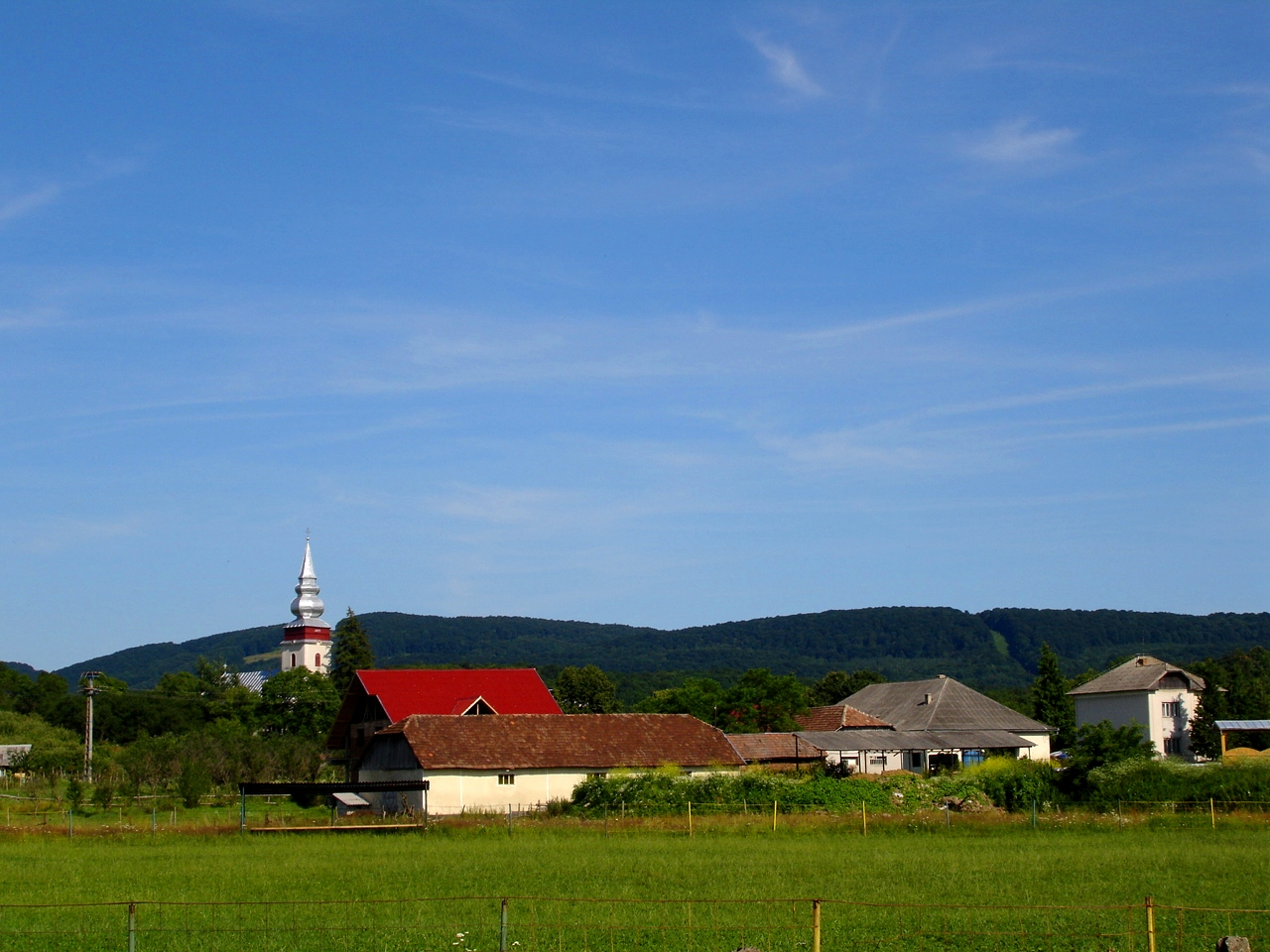
Csernefalva

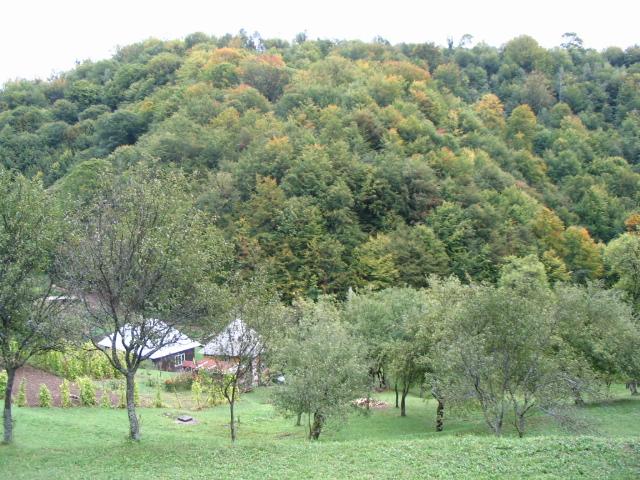
Groppa

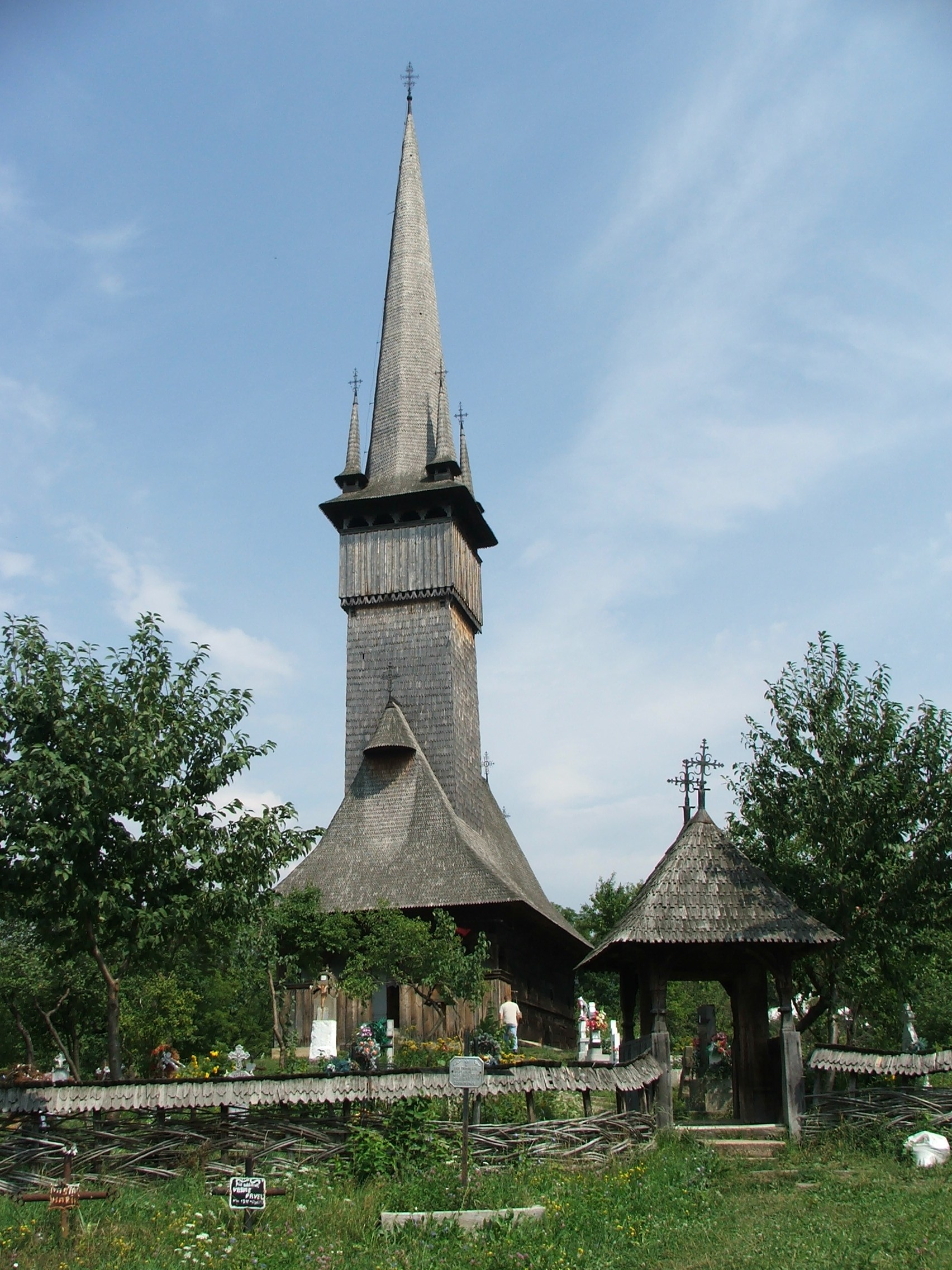
A nyárfási fatemplom

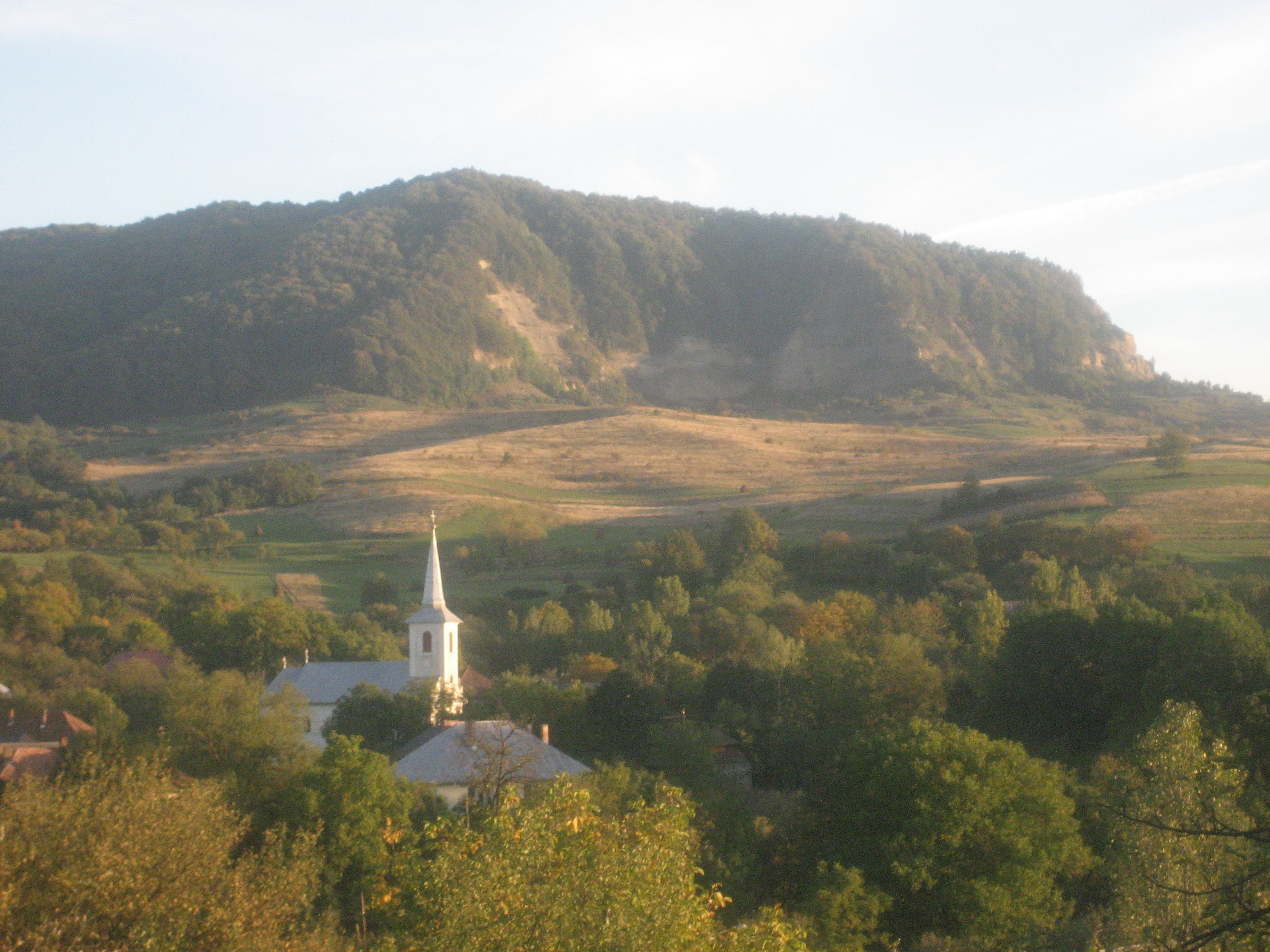
Drágavilma

Kővárvidék (Kővár vidéke, Kővár-vidék, románul: Țara Chioarului vagy Chioar, németül: Kövárer Distrikt, latinul: Districtus Köváriensis) a vármegyerendszertől különálló közigazgatási egység volt a történeti Partiumban.

## Kialakulása
A 16–17. században, fokozatosan alakult ki a kővári váruradalomból, amelyet 1316 után a királyi hatalom hozott létre. 1378-ban Nagy Lajos adományozta Balk és Drág vajdáknak. Ezután a Drágfiak bírták a család kihalásáig, amikor Drágffy György révén a Báthoryakra szállt, akik később fejedelmi birtokként kezelték. Erdély önállóvá válása idején Közép-Szolnok vármegyéhez tartozott. A vármegyéről való leszakadása hátterében a határvidék katonai alapú megszervezésének szükségessége állt.
Először 1549-ben említik districtus Kővár néven. Első urbáriumát 1566-ban állították össze, falvaiban ekkor már a kővári vár tisztjei szedték az adókat. 1600 körül „liber baronatus”-nak ('szabad báróság'-nak) nevezték, és még jóval azután is így hivatkoztak rá, hogy az erdélyi országgyűlés eltörölte a „liber baronatus” megnevezést. 1615-ben az országgyűlés fiskális birtokká nyilvánította. Saját szolgabírói a 17. század közepén jelentek meg. Közép-Szolnok vármegye még 1721-ben is tiltakozott ellene, hogy önálló kerületként kezeljék.

## Lakosság
- A lakosság száma 1857-ben[1]  40 314 volt. Közülük 5 128 magyar (12,72%), 35 186 román (87,28%) anyanyelvű volt.
- 1870-ben 51.744 lakosa volt, melyből 37.915 (73,3%) görög katolikus, 8.681 (16,8%) ortodox, 2.001 (3,9%) izraelita, 1.662 (3,2%) római katolikus, 1.456 (2,8%) református és 29 egyéb vallású. 90% román, 6% magyar és 3,9% zsidó nemzetiségű.

## Határai
Természetes határai a Szamos és a Lápos folyó, a Kékes- és a Kapnik-patak, a Gutin- és a Lápos-hegység voltak. A kővári uradalom határai az 1390-es határjárásakor már nagyjából megegyeztek a vidék Lipszky 19. század eleji térképén szereplő határaival. A fontosabb változások: 
- 1405 és 1564 között időnként az uradalomhoz tartozott a később egyértelműen Közép-Szolnok vármegyéhez sorolt Csehi, Sülelmed, Oláhtótfalu, Kisardó, Turbuca, Somos és Mutos.
- Szamossósmezőt 1571-ben, Szaszart, Bozintát és Misztótfalut az 1590-es években csatolták a vidékhez.
- Kapnikbánya területe ugyan kezdettől a kővári uradalomhoz tartozott, de bányavárosként  különleges kiváltságokat élvezett, amelyeket azonban Kővár nem tartott tiszteletben. Az 1660-as években lett minden szempontból a vidék része.

## Benépesülése
Északi–északnyugati, síksági része a középkorban (a helynevek tanúsága szerint: Fentős, Lápos, Nyíres, Kötelesmező) mocsaras, mocsári erdőkkel benőtt vidék volt, míg a déli–délkeleti hegyeket nagyrészt ma is tölgyesek és bükkösök borítják. Csak a fennmaradt helynevekből következtethetünk rá, hogy a tatárjárás előtt a síkságon magyar lakosság élhetett. Ők talán határőrök voltak, akik később, királyi parancsra továbbtelepültek. Az ő maradványuk lehet Berkesz, Koltó és Katalin, a már Erdélyhez tartozó Magyarlápos és Domokos mai, valamint Szaszar és Miszmogyorós 17–18. században kihalt magyar lakossága. A Kapnik völgyében és a Szamos kanyarulatában szláv eredetű helyneveket találunk. A síkság 1231 és 1405 között települt be román lakossággal. A hegyvidéken csak a 15–16. században hozták létre irtásfalvaikat a Drágfiak által Máramarosból odatelepített románok. Az említett településeken kívül jelentős magyar nyelvű lakosság élt az újkorban Misztótfaluban, Kővárhosszúfaluban, Kapnikbányán és Nagysomkúton.

## Igazgatás- és jogtörténete
Közjogi viszonyai az Erdélyi Fejedelemség idején, a többi fejedelmi uradalomhoz, elsősorban Fogaras vidékéhez hasonlóan, a katonai előzményekből fejlődtek ki. A fejedelem nevezte ki az élén álló főkapitányt, aki a vidék minden rendű fegyveresének a hadura volt. A főkapitány határozta meg és szedette be az adókat, felügyelte a vár tisztjeit, és az ő kezében összpontosult az igazságszolgáltatás is. (A fiskális uradalom idején kapott nagyobb szerepet az úriszék.) Távollétében a vicekapitány helyettesítette. Az udvarbíró a fiskális uradalom gazdasági irányításáért, a főporkoláb a gonosztevők kézrekerítéséért felelt.
Az önálló Erdély megszűnte után, a Partium többi részével (Közép-Szolnok, Kraszna és Zaránd vármegyével) együtt másfél évszázadon át a vitatott, Erdély és Magyarország közötti köztes státuszú Partium része maradt. 1861-es helyreállítása után egy évtizedig azon vármegyék és vidékek közé tartozott, ahol az ügykezelésben és a rendeletalkotásban nagyrészt a román nyelvet használták. 1874-ben négy járásból állt: a nagysomkútiból, a nagynyíresiből, a kisnyíresiből és a kápolnokmonostoriból. Az 1876-os megyerendezés során, az 1876:XXXIII. és az 1877:II. törvénycikkek alapján keleti része Doboka nagy részével és Belső-Szolnok vármegye egészével Szolnok-Doboka vármegye néven egyesült, míg nyugati fele Szatmár vármegye része lett.

## Társadalom- és gazdaságtörténete
A síkságot benépesítő románság a földművelés mellett valószínűleg kezdettől katonáskodott. Lakosai a 16–17. században a fejedelmek seregének állandó elemét képezték. Az egyes hadjáratokhoz tömeges nemesítések kötődtek. A vidék tisztikara nem állított különösebb akadályokat a nemesedés elé, így mindennapossá vált a valódi nemesség beházasodás vagy hivatalviselés útján történő (előbb informális, majd utólag szentesített) megszerzése. Emellett tömegek nyertek „exemptus”, szabados, félnemesi jogállást. Az ő kiváltságaikat egyéni megállapodások szabályozták, és az összeírásokban általában jobbágyokként szerepeltek. A vidékre jellemző, a katonáskodáshoz kötődő félnemesi rang volt a puskásság intézménye. Végül egész falvak kaptak kollektív kiváltságot, adómentességet is a várnak nyújtott különböző szolgáltatások fejében. A valódi jobbágyok számát az is csökkentette, hogy a 17. században a földesurak általában inskripcióval váltak vidéki birtokosokká, és bizonytalan jószágaikról sok jobbágyot, néha egész falvakat költöztettek Erdély belső vidékein fekvő birtokaikra. (Innen a Chiorean, Chioran, Kővári családnevek elterjedtsége.) A vidék kisnemessége és félnemessége 1791-ben állítólag már háromezer családfőt számlált. 1845-ben pedig, amikor az utak karbantartása alóli mentességek kapcsán a Gubernium elrendelte, hogy írják össze a vidék nemeseit, jóval több nemes és félnemes lakta, mint ahány jobbágy.
Erdély Habsburg kézre kerülésével a vidék katonáskodó nemességére nem volt többé szükség, a várat lerombolták. A kisbirtokos vagy birtoktalan kiváltságoltak tömegesen vettek részt a Rákóczi-szabadságharcban. 1848. október 12-én a vidék nemessége csatlakozott a naszódi határőrezredhez, és Moț Dâmbul naszódi határőrhadnagy szavára állítólag tíz-tizenötezer fő gyűlt fegyverbe a magyar forradalom ellen.
Kemény János fejedelem 1662-ben nevezte ki Teleki Mihályt Kővár vidéki főkapitánynak. Attól kezdve a Teleki család tagjai mintegy örökségképpen viselték a tisztséget. Hatalmukat vagyonra váltva lassanként felvásárolták a fiskális uradalom falvait, 1719-ben pedig megszerezték az az uradalom maradékát is. A família úgy kezelte a haszonvételi jogokat, hogy saját érdekeit a fiskus érdekeként igyekezett beállítani. 1781-ben megkapta a jogot, hogy zálogösszeg megfizetése mellett valamennyi, a területen található inskripciós birtokot visszaváltsa („reluendi jus”). A vidék kisnemessége azonban sikeresen állt ellen a Teleki család különböző ágai további birtokszerzési kísérleteinek. (Ezek főként arra irányultak, hogy a nagyobb, egyesített tagokon valódi uradalmi gazdálkodásra legyenek képesek.) A nemesség saját eszközeként használta fel a vidék politikai szervezetét, és szövetséget kötött a vidéken szintén birtokos, de kisebb veszélyt jelentő Kornis és Mikes családdal. Az udvar nemsokára visszavette a reluendi iust, és később csak korlátozottan léptette újra életbe. A nemesek ugyanakkor gyakran elszántották a Telekiek földjeit, irtották az erdeiket. (A községi erdőket a 19. század közepére jórészt kiirtották.)
Az ugaroló gazdálkodással 1848 és 1864 között hagytak föl. Nagyon sok birtokos bérbeadta földjét. A középbirtokokra is jellemző volt a monokultúrás kukoricatermesztés. Valódi ipar a bányahelyek kohászatának kivételével nem folyt. Ipari jellegű tevékenységei közül számottevő volt a mészégetés, a szeszfőzés és a szilvaaszalás. Ezek termékeit, a mezőgazdaság terményeivel együtt túlnyomórészt Nagybányára, Szatmárra, Debrecenbe és Budapestre vitték, míg Erdéllyel nem folytatott jelentős kereskedelmet.
1840-ben 45 345 lakosából, Fényes Elek szerint 40 517 (89,4%) volt román, 3511 (7,7%) magyar és 1317 (2,9%) német anyanyelvű.